# Taxe à l'essieu
 (novembre 2013).
Si vous disposez d'ouvrages ou d'articles de référence ou si vous connaissez des sites web de qualité traitant du thème abordé ici, merci de compléter l'article en donnant les références utiles à sa vérifiabilité et en les liant à la section « Notes et références ».
En France, la taxe spéciale sur certains véhicules routiers (TSVR), dite taxe à l'essieu est une taxe applicable aux véhicules affectés au transport routier de marchandises de 12 tonnes et plus de poids total autorisé en charge (PTAC). Elle est destinée à financer l'entretien de la voirie. Plus il y a d'essieux, moins la taxe est élevée et « les tarifs sont réduits de 75 % pour les véhicules utilisant les systèmes mixtes rail-route (transport combiné) ».
Anne Perrot, économiste du Cerne (Université de Paris-I) et de l'OEST au ministère de l'Aménagement du territoire, de l'équipement, et des transports la comparait en 1995 à l'équivalent pour les camions d'un « prix de 1"' abonnement" au réseau routier pour les poids lourds ».
Cette taxe s'applique (hors dérogations prévues par la loi) :
- aux véhicules automobiles porteurs de 12 tonnes et plus de PTAC ;
- aux véhicules articulés composés d'un tracteur et d'une semi-remorque de 12 tonnes et plus de PTRA ;
- aux remorques de 16 tonnes et plus de PTAC.

C'est une taxe dont la pertinence du point de vue de la justice n'est pas discutée, mais dont le montant a été beaucoup discuté. Si les transporteurs la jugent souvent trop élevée, les bilans et expertises qui se sont suivis depuis les années 1990 ont toujours confirmé que « Le coût des circulations routières n'est globalement pas couvert par la tarification en place [...] les contrats d’assurances, taxe à l’essieu pour les poids lourds et taxe d’immatriculation pour les véhicules de société, peuvent également être considérés dans une approche globale de la tarification routière, mais ils ne sont pas directement liés aux niveaux des circulations et leurs montants globaux sont nettement inférieurs à ceux de la TIPP et des péages ». 

## Justifications
Un véhicule routier use la chaussée dans la proportion de la cinquième puissance de son poids par essieu (autrement dit, quand on double ce poids, à vitesse égale, ce véhicule use 32 fois plus la chaussée).
Selon plusieurs études, un seul camion de quarante tonnes dégrade autant les routes , sinon plus, que cent mille voitures. La formule de la cinquième puissance indiquerait qu'un camion de dix tonnes à deux essieux ou un de vingt tonnes à quatre essieux dégrade autant les routes que 100 000 voitures d'une tonne à deux essieux également.
Cette taxe a été instaurée en 1968 dans un souci de vérité des prix, faisant que les véhicules relevant des catégories retenues participent à l'entretien des routes, théoriquement dans la mesure aussi exacte que possible de leur participation aux dégradations qu'il faudra réparer.
Du fait que les camions étaient déjà pesés lors des passages en douane, qui disposaient donc de l'équipement nécessaire, cette taxe est restée rattachée en France aux services fiscaux des douanes.

## Effets connexes
Cette taxe des effets connexes, plus ou moins  « vertueux » : elle incite les acheteurs de camions — et en conséquence leurs fournisseurs — à multiplier le nombre d'essieux pour diminuer la taxe, et à mettre en service des véhicules moins coûteux pour la collectivité.
En Allemagne et Suisse, le péage des poids lourds varie selon le poids à l’essieu et les classes d’émission. Il s'est ensuivi une « tendance vers des camions plus petits et  moins polluants (...) » En fait, le déplacement vers des camions plus petits (qui sont exemptés du péage) a été si prononcé qu’il est question d’étendre le péage à ces véhicules. Des observations similaires ont été effectuées en Suisse.

## Modalités
La taxe à l'essieu est un impôt direct sur certains véhicules perçu par l'administration des douanes.
L'assiette de l'impôt est fonction des éléments suivants :
- Le nombre d'essieux du véhicule concerné,
- Le type de suspension de l'essieu moteur (pneumatique ou autre)
- Le PTAC ou PTRA du véhicule concerné

Le code des douanes fixe, pour chaque catégorie de véhicule imposable un tarif semestriel de base ; ce texte prévoit, entre autres, une réduction pour les véhicules justifiant du transports combinés rail-route.
La TSVR est payable dès la mise à la circulation du véhicule sur la voie publique, même immatriculé provisoirement (type WW). Le conducteur doit être en mesure de justifier son paiement lors de tout contrôle routier et ce, dans tous les cas de déplacement, même minimes (livraison du concessionnaire, dépôt du véhicule aux différents contrôles techniques, entretiens divers…).
Doit s'acquitter de la taxe à l'essieu le propriétaire du véhicule ou le locataire (voire sous-locataire) titulaire d'un contrat de crédit-bail ou de location de 2 ans et plus.
Le redevable de la taxe doit souscrire auprès du  Service national douanier de la fiscalité routière (SNDFR) situé à Metz, une déclaration TVR 1, pour chacun de ses véhicules imposables, avant sa mise en circulation sur la voie publique.

### Véhicules exonérés
- Tracteur dit « solo » (roulant sans semi-remorque),
- Engins de travaux publics dispensés d'immatriculation imposée par le code de la route,
- Matériels normalement destinés à l'exploitation agricole ou forestière :
  - tracteurs agricoles, machines agricoles automotrices, remorques, semi-remorques, machines et instruments agricoles conçus pour être attelés à un tracteur agricole ou une machine agricole automotrice ;
  - matériels normalement destinés à l'exploitation forestière et relevant des mêmes critères que ceux retenus pour les véhicules et appareils agricoles,
- Véhicules de la défense nationale, de la protection civile, des services publics de lutte contre les incendies, des autres services publics de secours et des forces responsables du maintien de l'ordre;
- Véhicules de collection ;
- Véhicules utilisés par les cirques ou affectés exclusivement au transport des manèges et autres matériels d'attraction ;
- Véhicules utilisés par les centres équestres ;
- Véhicules ou engins effectuant exclusivement des transports à l'intérieur de lieux privés (enceintes d'entreprises, chantiers, etc.) et n'utilisant jamais la voie publique,
- Certains véhicules spécialisés de travaux publics et industriels : jusqu'au 31 décembre 2019, la taxe n'est pas applicable aux véhicules suivants n'effectuant pas de transports de marchandises lorsqu'ils sont utilisés exclusivement pour le transport d'équipements installés à demeure dans le cadre de travaux publics et industriels :
  - appareils de levage et de manutention automoteurs (grues installées sur un châssis routier, y compris les nacelles élévatrices pour levage des personnes montées sur porteurs) ;
  - pompes ou stations de pompage mobiles installées à demeure sur un châssis routier ;
  - groupes moto compresseurs mobiles installés à demeure sur un châssis routier ;
  - bétonnières et pompes à béton installées à demeure sur un châssis routier (sauf bétonnières à tambour utilisées pour le transport de béton) ;
  - groupes générateurs mobiles installés à demeure sur un châssis routier;
  - engins de forage mobiles installés à demeure sur un châssis routier.

Pour bénéficier de cette exonération, ces véhicules doivent circuler occasionnellement sur la voie publique, ne pas être utilisés pour les transports de marchandises, ne jamais pouvoir être utilisés pour transporter autre chose que les équipements qui sont installés à demeure sur les véhicules et utilisés en tant que tels.
- Véhicules spécialement conçus pour le transport des personnes (cars, bus de ville ou de tourisme) ;
- Véhicules qui n'entrent pas, par leurs caractéristiques techniques, dans les catégories prévues par la loi, (exemple: un véhicule isolé à 2 essieux d'un PTAC de 8 tonnes) ;
- Véhicules immatriculés dans un autre État de l'Union européenne ;
- Véhicules étrangers venant d'un pays ayant signé un accord de réciprocité avec la France.

## Applications et limites
Cette taxe, souvent jugée trop élevée par les transporteurs ne compense pas les effets physiques des camions sur les routes, et encore moins leurs impacts indirects. En 1995, elle était déjà jugée très faible, ayant pu contribuer à la diminution de la part du rail par rapport à la route de 1980 à 1995.
Un rapport français de 1995 sur les critères de soutenabilité d'une politique des transports reprochait à cette politique de ne pas assez prendre en compte les effets de moyen et long termes quand ils sont des externalités négatives, décourageant ainsi les tentatives de report modal. Ce rapport estimait que le déficit de la SNCF (pour le fret notamment) était « en partie dû aux conditions de concurrence défavorables avec le transport routier, conditions résultant en particulier d'options publiques (sous-tarification du gazole, de la taxe à l'essieu, des péages, accélération du programme autoroutier) », l'État devant par ailleurs supporter « financièrement les conséquences (bruit, pollution, accidents, etc.) des avantages et de la sous-tarification qu'il accorde à la route. Ce que la puissance publique refuse de percevoir d'un côté en n'appliquant pas à un niveau suffisant le principe pollueur-payeur, elle se voit contrainte de le débourser d'un autre (le pollué paye)... ».